# Hude Ravne
Hude Ravne este o localitate din comuna Litija, Slovenia, cu o populație de 20 de locuitori.